# 音響外傷

耳の構造、断面模式図

音響外傷（おんきょうがいしょう、または音響性外傷〈おんきょうせいがいしょう〉、Noise-induced hearing loss、Acoustic trauma）とは、強力な音波によって内耳の蝸牛が障害を受け難聴などが生じる聴覚機構の損傷を受けることである。音響性聴器障害とも呼ばれる。原因となって起こった音の聴取の可否に関する閾値の上昇（聴力の低下）が、たとえ一部の周波数であっても、正常聴力と比べて21dB以上上昇したまま回復しない状態のことを言う。聴力低下は、一般健康診断の 1kHz , 4kHz を用いる選別聴力検査（オージオメーター）を行う事でスクリーニングされる。
なお、剣道競技者にみられる難聴は感覚細胞の音圧による外傷性機能低下ではなく中枢神経の損傷によるものと考えられている。

## 分類

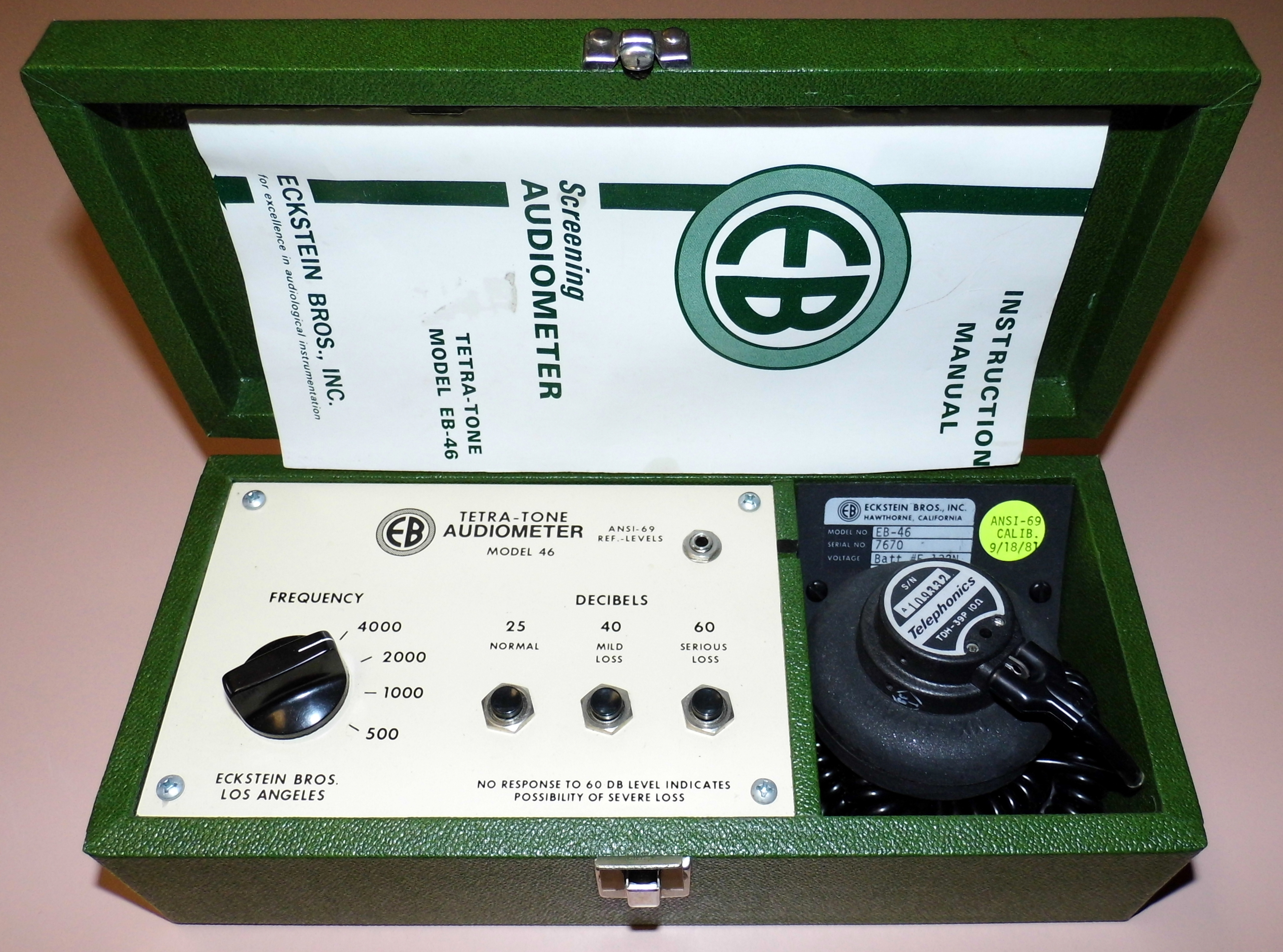
オージオメーターの例

音への曝露時間（継続時間）により、2つに分けられる。
1. （狭義の音響外傷）瞬間的あるいは極めて短い時間。瞬間的に聴覚が障害される[6]。かつては「騒音性突発難聴」と呼ばれたこともある[7]。
  - 爆発音、銃火器、エアバッグ[8]などが原因で、130dB(A)以上。爆発による気圧外傷との鑑別が必要。自衛官[9]、煙火師[10]
2. （広義の音響外傷）コンサート難聴、ディスコ難聴[11][12]、ヘッドフォン難聴[12]、数分から数時間程度の強大音曝露[13]
  - その他の急性音響性難聴。100〜120 dB(A)程度の強大音に数分から数時間曝露[6]

## 症状
耳鳴り、聴力低下、稀にふらつきや目眩。

### 音の生体への影響
産業医学ジャーナル Vol.38 職域に生かす耳鼻咽喉科の最新知識より引用
| 騒音レベル    | 生体への影響                             |
| ------------- | ---------------------------------------- |
| 3〜65 dB(A)   | 心理的影響                               |
| 65〜85 dB(A)  | 心理的影響 生理機能に及ぼす影響          |
| 85〜120 dB(A) | 心理的影響 生理機能に及ぼす影響 内耳障害 |
| 120〜 dB(A)   | 高度内耳障害                             |

## 予防
騒音環境下に滞在・就労する際は、聴力保護具や防音保護具と呼ばれる耳栓やイヤーマフなどの音を減弱させる装具を身につける。

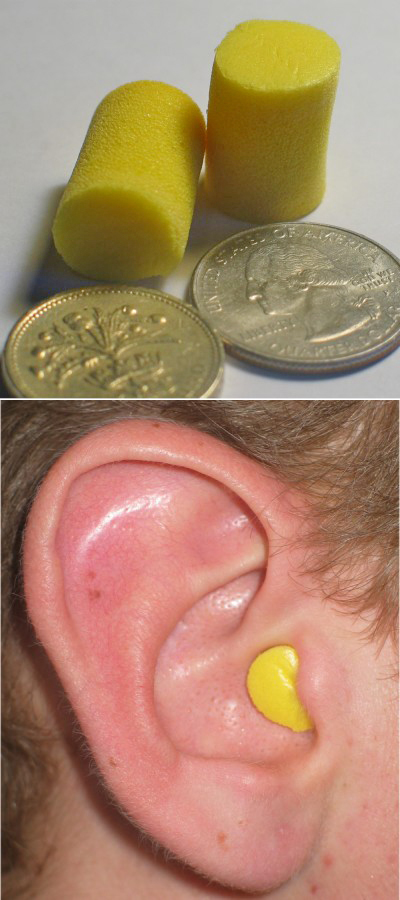
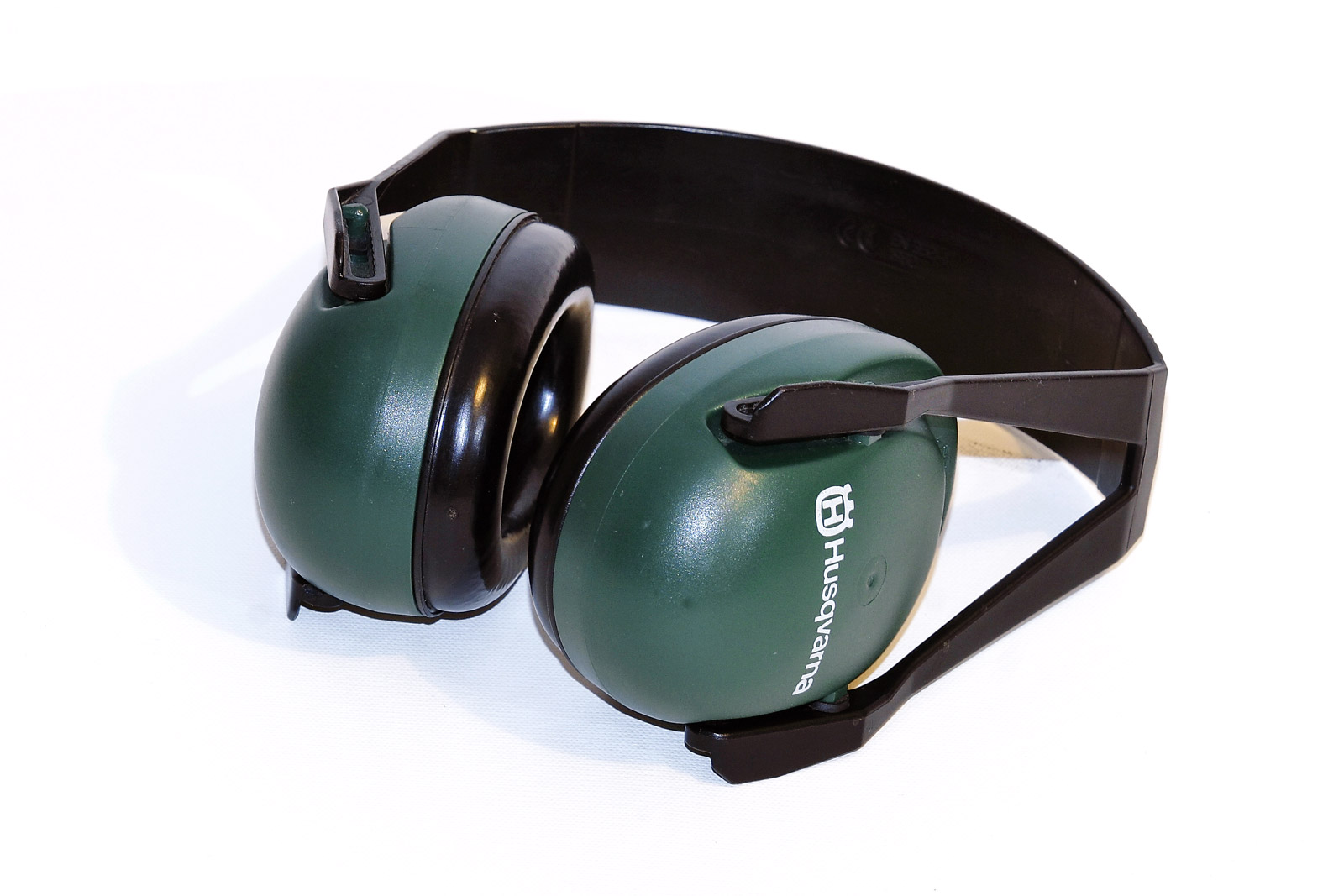
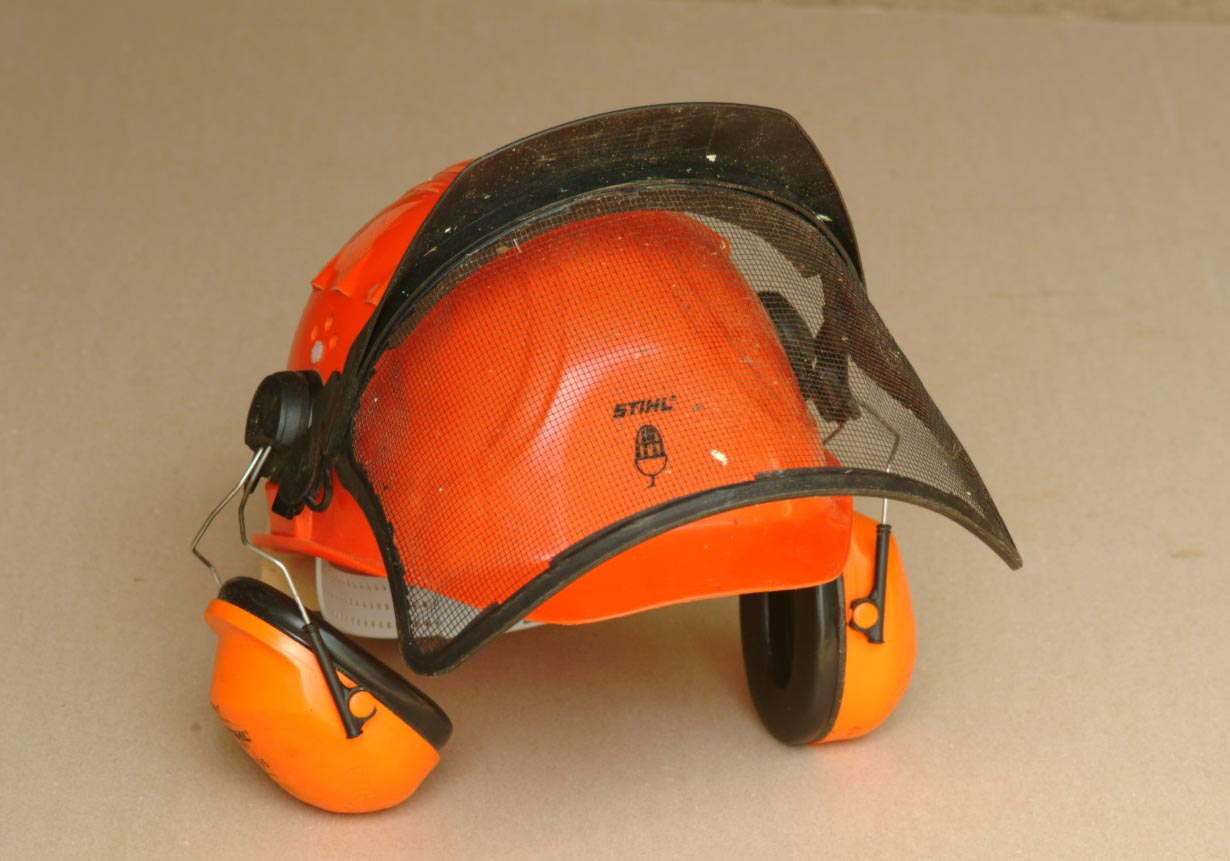

## 治療
有効な治療方法は確立されていない。軽度の急性音響性聴器障害は投薬治療により軽快することがある。
突発性難聴と同様でステロイド系抗炎症薬、ビタミン剤、代謝促進剤の投与が行われる。治療効果は様々で元の聴力に回復しない場合がある。動物実験（ラット）での結果では、軽度の障害に対してはステロイドは効果が有ったが音響障害が大きい場合は効果が無かったと報告されている。
- 狭義の音響外傷のうち、曝露音圧が 115dBSPL を越えると内耳に機械的障害を生じる事が多く、ステロイド系抗炎症薬による治療効果は望めない。